# بنتو د رسال
بنتو د رسال (به اسپانیایی: Bentué de Rasal) یک منطقهٔ مسکونی در اسپانیا است که در استان اوئسکا واقع شده‌است. بنتو د رسال ۶ نفر جمعیت دارد و ۸۹۵ متر بالاتر از سطح دریا واقع شده‌است.